# Festigny (Marna)
Festigny – miejscowość i gmina we Francji, w regionie Grand Est, w departamencie Marna.
Według danych na rok 1990 gminę zamieszkiwały 444 osoby, a gęstość zaludnienia wynosiła 17 osób/km².